# Thảo Manh
Thảo Manh (草蜢) là ban nhạc trẻ của Hồng Kông thành lập năm 1985. Thảo Manh có thể gọi là ban nhạc trẻ mang phong cách "boy band" (nhóm nhạc nam) đầu tiên của Hồng Kông.

## Thành viên
- Tô Chí Uy (蘇志威) (Edmond So Chi Wai)
- Thái Nhất Trí (蔡一智) (Calvin Choy Yat Chi)
- Thái Nhất Kiệt (蔡一傑) (Remus Choy Yat Kit)

(Thái Nhất Trí và Thái Nhất Kiệt là 2 anh em)

## Sự nghiệp
Lần đầu tiên được biết đến qua cuộc thi "Tuyển lựa tài năng trẻ" (New Talent Singing Awards) năm 1985 và không ngừng nổi tiếng luôn cho đến nay. Sau đó, ban nhạc ngưng hoạt động tập trung vào điện ảnh trong vài năm, nhưng đến năm 2005 thì "tái xuất giang hồ" và mở ra nhiều buổi lưu diễn khá thành công.
Thảo Manh (đúng ra phải đọc là Thảo Mãnh) nghĩa là "Con dế cỏ" cho nên tên khác của ban nhạc là "Grasshopper" (tiếng Anh). Ban nhạc Thảo Manh gần gũi với bạn Việt Nam yêu nhạc Hoa qua nhiều tên gọi tương tự nhau: Ban nhạc ba con châu chấu, ban nhạc ba con cào cào...
Người thầy đầu tiên dẫn dắt ban Thảo Manh là cố ca sĩ Mai Diễm Phương. Ban đầu ban nhạc Thảo Manh hát bè và hát lót lấy kinh nghiệm trong những Liveshow của Mai Diễm Phương thập niên 80. Mai Diễm Phương có đưa mấy bài song ca cùng Thảo Manh vào những CD đầu thập niên 80 của mình để "lăng-xê". Tiêu biểu là: Ái Tướng (愛將)...
Cuối thập niên 80, đầu thập niên 90 ban nhạc Thảo Manh rất nổi tiếng với phong cách trẻ trung, trình diễn sống động. Các bài "hit" của Thảo Manh là: "忘情森巴舞" (Điệu Samba quên tình), "永遠愛著您" (Yêu em mãi mãi), "寶貝, 對不起" (Xin lỗi em), "暗戀的代價" (Cái giá của tình yêu), "失戀" (Thất tình)...

## Đĩa hát phát hành
Năm 2005 ban Thảo Manh kỷ niệm lần "tái xuất giang hồ" đã phát hành album mang tên "Our Grasshopper (Greatest Hits)" gồm 1 bộ 3 CD tập hợp những tình khúc hay nhất, được hoan nghênh nhiệt liệt.
- CD1

1. 飛躍千個夢 Phi dược thiên cá mộng (Điệu nhảy ngàn giấc mộng)
2. 暫停, 開始過 Tạm dừng, vượt qua trước
3. 歲月燃燒 Tuế nguyệt nhiên thiêu (Đốt cháy tuổi trăng)
4. 紅唇的吻 Nụ hôn môi đỏ
5. 黃昏都市人 Người nơi đô thị hoàng hôn
6. 半點心 Bán điểm tâm (Nửa trái tim)
7. 深淵 Thâm uyên (Vực sâu)
8. 心中的歌 Bài ca trong tim
9. 限時專送ABC Thời hạn tiễn đưa ABC- (tiếng Quan thoại)
10. 失戀 Thất luyến (Thất tình)
11. 蜘蛛女之吻 Nụ hôn của nữ nhện
12. LONELY
13. 忘情森巴舞 Điệu Samba quên tình
14. You Are Everything - (tiếng Quan thoại)
15. 夜了 Dạ liễu

- CD2

1. 憑什麼 Bằng 10 đó - (tiếng Quan thoại)
2. 又愛又恨 Còn yêu còn hận
3. SO SAD
4. 永遠愛著您 Yêu em mãi mãi
5. 三分鐘放縱 Ba phút thả lỏng
6. 再見 Rainy Days Tạm biệt Rainy days
7. 朋友 Bằng hữu
8. 世界會變得很美 Thế giới trở nên tươi đẹp
9. 原諒我是我 Đoán trước anh là anh
10. 寶貝,對不起 Xin lỗi em
11. 暗戀的代價 Cái giá của sự thương thầm
12. 熱力節拍 Wou Bom Ba Vỗ tay cuồng nhiệt Wou Bom Ba
13. 在一起 Ở Một Nơi
14. 一秒轉機 Nhất miểu chuyển cơ (Thay đổi một giây)
15. 嗲噢! | De Oh!

- CD3

1. 怎麼天生不是女人 Tại sao trời sinh không phải là con gái
2. 一加一加一的愛 Càng yêu càng nhiều
3. 愛一次便夠 Yêu một lần là đủ
4. 好戲在後頭 Ho Hei Joi Hau Tau
5. 在家千日好 Joi Ga Chin Yat Ho
6. 情歌 Tình ca
7. 愛不怕 Tình yêu không sợ hãi
8. I Can't Help It
9. 對一個人愛錯 Yêu lầm một người
10. 天花亂墜之墜花天 Hoa Trời Rơi Rụng Rơi Rụng Hoa Trời
11. 遍體鱗傷 Biến thể lân thương (Đau tê tái)
12. 失樂園 Thất lạc viên
13. 二人世界 Thế giới 2 người
14. 及時行樂 Cập thì hạnh lạc (Vui sướng nhất thời)
15. 上癮 Thượng ẩn